# Langues bodiques
Les langues bodiques, nommées d'après le nom tibétain du Tibet, Bod, correspondent aux langues tibétiques au sens large, en linguistique, que les locuteurs soient ou non de culture tibétaine. Les universitaires divergent sur la division de ces langues. Toutefois, le terme alternatif tibétain exclut les langues bodiques orientales. Les langues de ce sous-groupe sont parlées en Chine (principalement dans la région autonome du Tibet, dans le nord de l'Inde (notamment les Etats de l'Arunachal Pradesh, de l'Assam, du Jammu-et-Cachemire), au Népal, au Bhoutan, et dans le nord du Pakistan (Gilgit-Baltistan).